# Estádio da Gávea
Estádio da Gávea  (oficjalna nazwa Estádio José Bastos Padilha) – stadion piłkarski w Rio de Janeiro, Brazylia, na którym swoje mecze rozgrywa klub CR Flamengo. Stadion znajduje się w dzielnicy Lagoa.
Nazwa stadionu została nadana w hołdzie José Bastos Padilha, który był prezesem CR Flamengo, pomiędzy 1933 a 1937 rokiem.
Pierwszą bramkę na Estádio da Gávea zdobył Niginho, zawodnik Vasco w meczu inauguracyjnym.